# Coccidotrophus cordiae
Coccidotrophus cordiae is een keversoort uit de familie spitshalskevers (Silvanidae). De wetenschappelijke naam van de soort werd in 1928 gepubliceerd door Barber.